# The Veil
Pour plus de détails, voir Fiche technique et Distribution.
The Veil est un film d'horreur américain réalisé par Phil Joanou et scénarisé par Robert Ben Garant, sorti en 2016.

## Synopsis
Vingt-cinq ans après le meurtre de toute sa famille, la seule rescapée, âgée de 6 ans à l'époque, retourne sur les lieux pour les besoins d'un documentaire. Elle y découvre une vérité bien plus terrifiante que ce qu'elle imaginait.

## Fiche technique
- Titre : The Veil
- Réalisateur : Phil Joanou
- Scénariste : Robert Ben Garant
- Photographie : Steeven Petitteville

## Distribution
- Jessica Alba (VF : Barbara Delsol) : Maggie Price
- Lily Rabe : Sarah Hope
- Thomas Jane : Jim Scott
- Aleksa Palladino : Karen Sweetzer
- Shannon Woodward : Jill
- Reid Scott : Nick
- Lenny Jacobson : Ed
- Meegan Warner : Ann
- Jack DeSena : Christian
- David Sullivan : Matt
- Amber Friendly : Sam